# Finn Cole
Finlay Lewis J. Cole (Kingston upon Thames, 9 novembre 1995) è un attore britannico originario di Kingston, Londra. Conosciuto specialmente per il suo ruolo nella serie TV creata dalla BBC, Peaky Blinders in cui interpreta Michael Gray. Attualmente è impegnato nel ruolo di Joshua 'J' Cody nella serie creata dalla TNT, Animal Kingdom.

## Carriera
In giovane età, Finn desiderava lavorare sulle barche per seguire le orme del padre. Suo fratello maggiore Joe è anch'esso un attore e ha aiutato Finn ad ottenere un'audizione per il suo primo lavoro nel mondo della recitazione. Dal 2014 interpreta il personaggio di Michael Gray nella serie televisiva Peaky Blinders.  Nel 2015, ha interpretato Eric Birling in Helen Edmundson per la BBC One, un adattamento di An Inspector Calls.

## Vita privata
Finn è il quarto di cinque fratelli. Il più grande dei cinque è Joe Cole con cui Finn ha lavorato nella serie TV Peaky Blinders.

## Filmografia

### Attore

#### Cinema
- Offender, regia di Ron Scalpello (2012)
- Slaughterhouse Rulez, regia di Crispian Mills (2015)
- Dreamland, regia di Miles Joris-Peyrafitte (2019)
- Fast & Furious 9 - The Fast Saga (F9: The Fast Saga), regia di Justin Lin (2021)
- Last Breath, regia di Alex Parkinson (2025)

#### Televisione
- Lewis – serie TV, 2 episodi (2015)
- An Inspector Calls – film TV, regia di Aisling Walsh (2015)
- Animal Kingdom – serie TV, 49 episodi (2016-2022)
- Peaky Blinders – serie TV, 24 episodi (2014-2022)
- Locked In - film, regia di Nour Wazzi (2023)

## Doppiatori italiani
- Manuel Meli in Peaky Blinders, Dreamland
- Federico Campaiola in Animal Kingdom, Fast & Furious 9